# ديمبيني
ديمبيني هي بلدية في إقليم مايوت الفرنسي الخارجي، في المحيط الهندي. يبلغ عدد سكانها 15848 نسمة حسب إحصائيات 2017م وتبلغ مساحتها 38,38 كم2 وترتفع عن سطح البحر 20 مترا.

## التركيبة السكانية

### التطور الديمغرافي للبلدية
| 1985  | 1991  | 1997  | 2002  | 2007   | 2012   | 2017   |
| ----- | ----- | ----- | ----- | ------ | ------ | ------ |
| 2,382 | 3,675 | 5,445 | 7,258 | 10,141 | 10,923 | 15,848 |